# Keltset
Keltset è un personaggio del libro La Spada di Shannara che fa parte della trilogia Il Ciclo di Shannara scritta da Terry Brooks.

## Storia
Keltset fa parte di una potente famiglia di troll delle montagne Charnal. La sua famiglia fu sterminata dai Messaggeri del Teschio del Signore degli Inganni. Lui si salvò ma gli fu tolto il dono della voce.
Scappo e trovò Panamon Creel che diventò il suo compagno di viaggio.
Quando trovarono Shea che andava alla ricerca delle mitica Spada di Shannara si unirono a lui e, più avanti, trovarono Orl Fane, che possedeva la Spada di Shannara. I tre non se ne accorsero e lo gnomo scappò. Lo inseguirono nelle Terre del Nord e si scoprì che Keltset era una delle massime autorità troll. Morì Per salvare Shea e Panamon dal crollo del palazzo del Signore degli Inganni.